# Carauari
Carauari is een gemeente in de Braziliaanse deelstaat Amazonas. De gemeente telt 26.187 inwoners (schatting 2009).
De gemeente grenst aan Tefé, Itamarati, Tapauá, Jutaí, Juruá en Eirunepé.